# 疑米
疑米（ぎべい、英:Doubtful American theory ）とは、反米、嫌米まではいかないものの、政治・経済・社会・文化などの面で、アメリカ合衆国に対する疑念や不信を表明する考え方や論調を指す。

## 概要
アメリカ合衆国への批判的な立場を表す言葉で、反米や嫌米とは異なり、アメリカに全幅の信頼を置くには危険であることを表す。具体的には、アメリカが国際社会で自国の利益を優先し、他の国々や国民の利益を無視する、あるいは、アメリカの行動が国際的な規範やルールに違反している、といった考え方が含まれる。
反米、嫌米は中華人民共和国やイランといったアメリカと政治的に対立している国々が発信源なのに対し、疑米はアメリカの友好国や軍事同盟を結んでいる北大西洋条約機構加盟国などの同盟国で流れている。
特に第2次トランプ政権発足後に広まっているとされる。